# Chery M1
Riich M1 (на експорт пропонується під назвою Chery M1) — невеликий автомобіль від китайського виробника Chery. 

## Опис

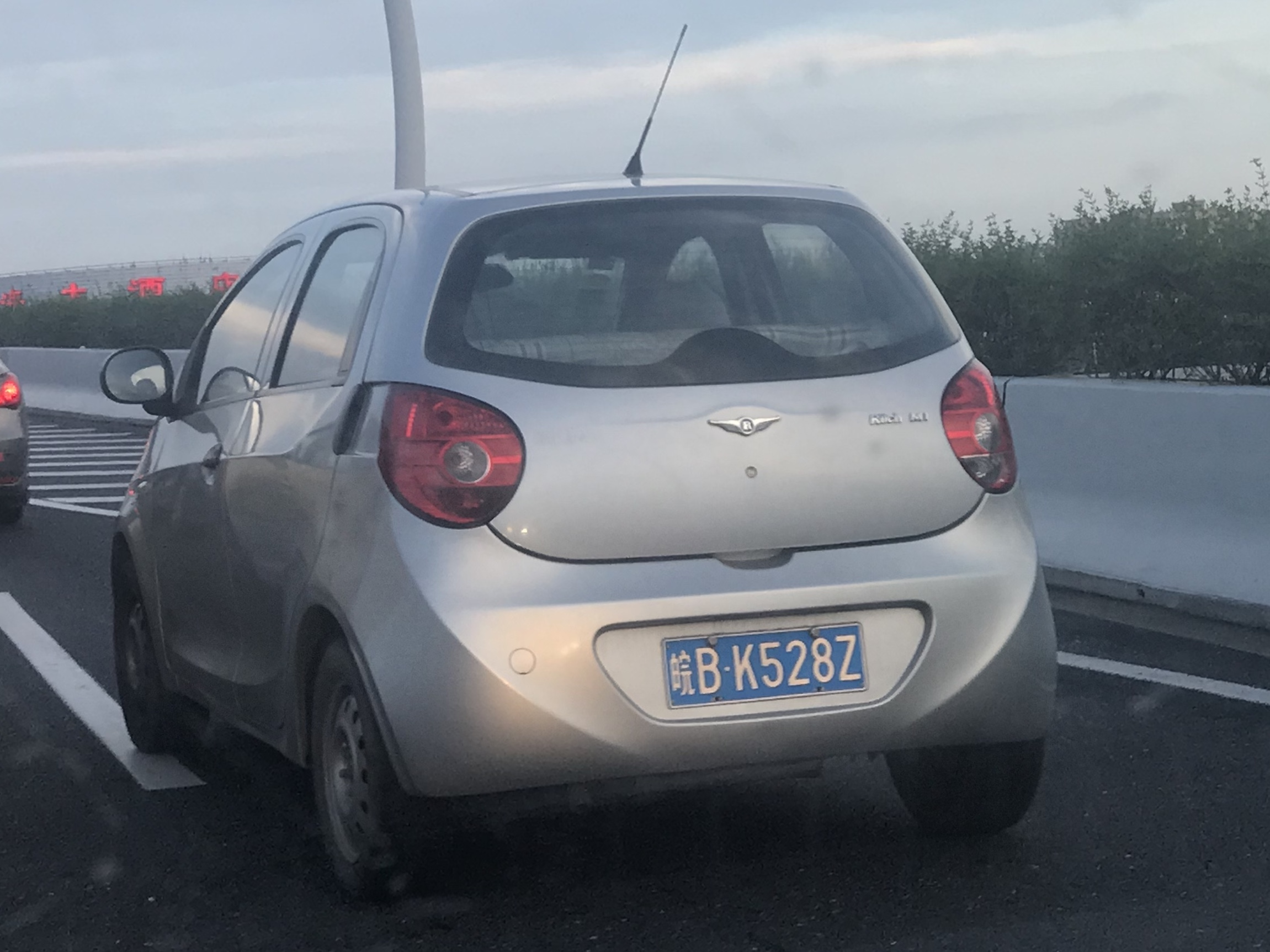

M1 доступна з 1,0-літровим двигуном потужністю 50 кВт або 1,3-літровий двигуном потужністю 63 кВт. ABS і подушки безпеки для водія, переднього пасажира та бічні подушки пропонуються за додаткову плату.
В Італії, модель виробництва DR Motor Company за ліцензією Chery пропонується під назвою DR1.